# Arylsulfatase A
Arylsulfatase A ist das Enzym in Tieren, das Sulfat von Sulfatiden abspaltet. Der Abbau dieser Stoffe findet in den Lysosomen der Zellen statt. Ist beim Menschen die Enzymaktivität nicht vorhanden oder zu gering, was durch Mutationen im ARSA-Gen ausgelöst werden kann, kommt es durch die Anhäufung der Sulfatide in den Lysosomen zu einer Stoffwechselstörung, der metachromatischen Leukodystrophie.
Eine spezielle Mutation im ARSA-Gen ohne Einfluss auf die Enzymaktivität ist bei sechs bis zehn Prozent aller Europäer zu finden und wird Pseudoarylsulfatase-A-Mangel genannt. Heterozygote mit diesem Allel und einem Mangelallel zeigen ebenfalls metachromatische Leukodystrophie.
Arylsulfatase A ist ein Dimer der gesamten 489 Aminosäuren langen Kette, oder ein Dimer des Komplexes aus den zwei Bruchstücken, die 426 und 60 Aminosäuren lang sind. Die Formylierung des Cystein-69 zum Ketoalanin (eine posttranslationale Modifikation) ist kritisch für den Einfang des Calcium-Kofaktors und die Enzymaktivität. Ein Defekt in diesem Prozess betrifft mehrere Sulfatasen und führt zum multiplen Sulfatasemangel.